# Culicoides unicolor
Culicoides unicolor är en tvåvingeart som först beskrevs av Daniel William Coquillett 1905.  Culicoides unicolor ingår i släktet Culicoides och familjen svidknott. Inga underarter finns listade i Catalogue of Life.